# Nihat Yayöz
Nihat Yayöz (* 6. Juni 1945 in Buca) ist ein ehemaliger türkischer Fußballspieler und Nationalspieler.

## Karriere

### Vereine
Der im Stadtviertel Şirinyer in der Stadtgemeinde Buca im gleichnamigen Landkreis der Provinz Izmir geborene Yayöz begann in der Jugendabteilung von Göztepe Izmir mit dem Fußballspielen und rückte im Alter von 15 Jahren in die erste Mannschaft auf, mit der er zunächst nur am Training teilnahm. Von 1962 – beginnend in der Millî Lig – bis 1969 – in der 1. Lig – bestritt er 144 Punktspiele in der seinerzeit höchsten Spielklasse im türkischen Fußball, in denen er 26 Tore erzielte. Sein Debüt im Seniorenbereich gab er am 27. Mai 1962 (37. Spieltag) bei der 1:2-Niederlage im Auswärtsspiel gegen Altay Izmir. Sein erstes Tor erzielte er am 22. Dezember 1963 (16. Spieltag) beim 1:1-Unentschieden im Auswärtsspiel gegen Türk Telekomspor mit dem Treffer zum Endstand in der 48. Minute.
Mit dem fünften Platz am Saisonende 1963/64 qualifizierte sich seine Mannschaft für den Wettbewerb um den Messestädte-Pokal. In diesem Wettbewerb bestritt er bei fünf Teilnahmen in Folge insgesamt 15 Spiele; sein einziges Tor gelang ihm bei seiner ersten Teilnahme bei der 1:2-Niederlage im Rückspiel beim rumänischen Erstligisten Petrolul Ploiești mit dem Treffer zum Endstand in der 62. Minute.
Am 15. und 18. Juni 1969 bestritt er das in Hin- und Rückspiel ausgetragene Finale um den nationalen Vereinspokal gegen Galatasaray Istanbul. Mit seinem Tor in der 99. Minute der Verlängerung im Rückspiel sorgte er für die Entscheidung um die Pokalvergabe.
Von 1969 bis 1973 bestritt er 74 Punktspiele für den Ligakonkurrenten Beşiktaş Istanbul, für den er 23 Tore erzielte, drei davon in seinem ersten Punktspiel am 21. September 1969 (1. Spieltag) beim 3:1-Sieg im Heimspiel gegen İstanbulspor, wobei ihm das erste Tor per Strafstoß gelang. Mit seiner Mannschaft gewann er drei Pokale in zwei unterschiedlichen Pokalwettbewerben.
Nach Izmir zurückgekehrt, spielte er ein zweites Mal für Göztepe Izmir. In der Saison 1974/75 erzielte er fünf Tore in 26 Saisonspielen; das letzte Pflichtspiel seiner Spielerkarriere bestritt er in der Folgesaison mit seinem einzigen Saisonspiel am 19. Oktober 1975 (6. Spieltag) beim 1:1-Unentschieden im Heimspiel gegen Adanaspor, in dem er in der 18. Minute für Bora Öztürk ausgewechselt wurde.

### Nationalmannschaft
Yayöz, der 1960 den Schulbesuch im sekundären Bildungsbereich in Buca abbrach, kam im weiteren Verlauf seiner Pflicht nach, die seinerzeit 15-monatige Wehrpflicht in den Streitkräften abzuleisten. Mit der Militärnationalmannschaft nahm er an der Weltmeisterschaft 1967 in Belgien teil. Aus dem im Ligamodus ausgetragenen Turnier ging er mit seiner Mannschaft als Militärweltmeister hervor.
Yayöz debütierte als Nationalspieler für die U21-Nationalmannschaft, die am 7. September 1969 das in Freundschaft ausgetragene Länderspiel gegen die U21-Nationalmannschaft Polens mit 0:1 verlor.
Für die A-Nationalmannschaft bestritt er sechs Länderspiele und debütierte am 14. September 1969 in Ankara beim 4:2-Sieg über die Nationalmannschaft Pakistans im Wettbewerb um den RCD-Cup. Sein erstes von zwei Länderspieltoren erzielte er am 24. September 1969 im İnönü Stadı beim 3:0-Sieg im Freundschaftsspiel gegen die Schweizer Nationalmannschaft mit dem Treffer zum 2:0 in der 35. Minute.
Im vierten Spiel der EM-Qualifikationsgruppe 8 erzielte er am 22. September 1971 in Krakau bei der 1:5-Niederlage gegen die A-Nationalmannschaft Polens mit dem Treffer zum Endstand in der 83. Minute sein zweites Tor.

## Erfolge
Nationalmannschaft
- RCD-Cup-Sieger 1969
- Militär-Weltmeister 1967

Göztepe Izmir
- Türkischer Pokal-Sieger 1969

Beşiktaş Istanbul
- TSYD Kupası-Sieger 1971, 1972
- Spor-Toto-Pokal-Sieger 1970